# Districts du canton du Jura

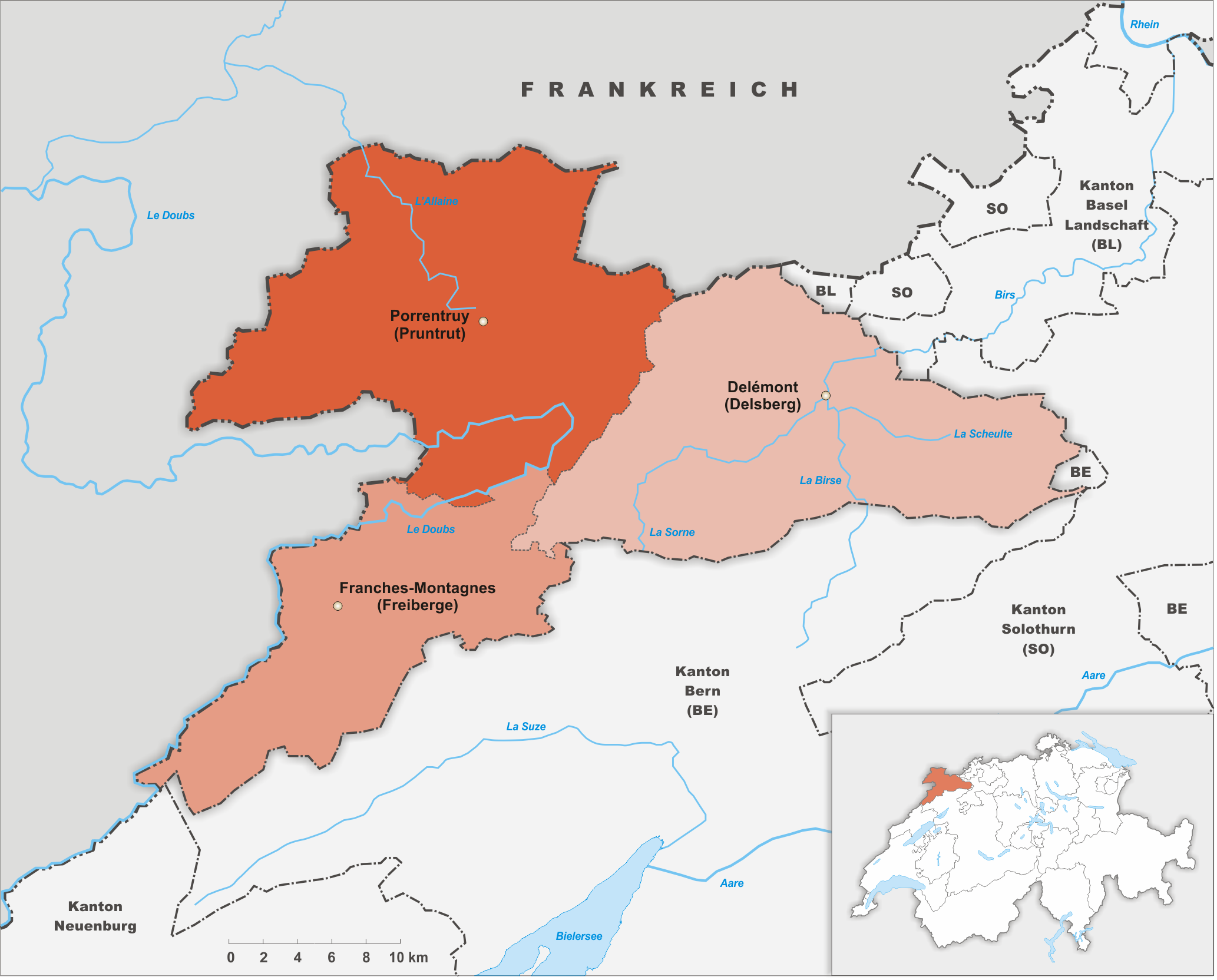
Carte du canton du Jura présentant sa division en districts.

Cet article présente une liste des districts du canton du Jura.

## Liste
Depuis le 1er janvier 1979, le canton du Jura compte 3 districts. Tous ont le français comme langue officielle.
| Blason | Nom                | Chef-lieu    | N° OFS | Communes | Population (décembre 2022) | Superficie (km2) | Densité (hab./km2) |
| ------ | ------------------ | ------------ | ------ | -------- | -------------------------- | ---------------- | ------------------ |
|        | Delémont           | Delémont     | B2601  | +19,     | +039 309,                  | +0303,23         | 130                |
|        | Franches-Montagnes | Saignelégier | B2602  | +12,     | +010 433,                  | +0200,18         | 52                 |
|        | Porrentruy         | Porrentruy   | B2603  | +19,     | +024 123,                  | +0335,14         | 72                 |
|        | Total              | Total        | Total  | +50,     | +073 865,                  | +0838,55         | 88                 |

## Histoire
Ces trois districts existaient déjà en 1815, lors du rattachement du Jura au canton de Berne.
Le 24 novembre 2024, les citoyens jurassiens se prononcent sur l'établissement d'un quatrième district au sein de leur canton : le district de Moutier. Constitué uniquement de la commune de Moutier, ce district permettra à la ville de former une circonscription électorale pour les élections au Parlement jurassien, lui donnant la possibilité d'élire 7 députés sur 60lors des élections prévues à l'automne 2025. Il s'agit d'une mesure transitoire, d'une durée de cinq ans, car, selon le droit fédéral, la ville est trop petite pour justifier à elle seule la création d'un district. Le Gouvernement examinera diverses options, dont la possibilité d'établir un cercle électoral unique pour l'ensemble du canton. Le résultat s'avère favorable, avec 81,82 % des voix. Le district prendra officiellement fonction le 1er janvier 2026.